# Sony Xperia UL
Sony Xperia UL (модельний номер — SOL22) — смартфон із серії Sony Xperia, розроблений компанією Sony Mobile та випущений ексклюзивно для японського оператора au by KDDI в травні 2013 року. Апарат пило- і водонепроникний за ступенем захисту IPX5/8.

## Дизайн
Дизайн смартфона, в цілому, витриманий компанією у своїй фірмовій «Omni-Balance». Краї трохи заокруглені по боках, на задню кришку, яка знімається. Задня панель має текстуру «полірованої кераміки» (для білих та рожевих кольорів). Кришку можна зняти для заміни батареї, чи SIM-карти. На тій же задній панелі, розташована зверху по центру камера і ще нижче світлодіодний спалах. По центру логотип серії до якої належить смартфон Xperia і мітка Mobile FeliCa, знизу логотип оператор au by KDDI і основний динамік. На бічній панелі знаходиться, кнопка спуску затвора, вище гойдалка гучності й ще вище кнопка живлення який виготовлений із метала, всі вони розташовані справа. Зліва зверху розміщений лише microUSB роз'єм. Спереду розташований зверху розмовний динамік, нижче логотип Sony зверху з лівого боку фронтальна камера. Фізичні кнопки відсутні. У нижній частині дисплея встановлено світлодіодне підсвічування, яке підсвічується під час отримання дзвінка, колір змінюється відповідно до рівня заряду акумулятора, та вмісту, що відображається в програмі Альбом/«Walkman».

## Характеристики смартфона

### Апаратне забезпечення
Смартфон працює на базі чотириядерного процесора Qualcomm Snapdragon S4 Pro (APQ8064), що працює із тактовою частотою 1,5 ГГц (архітектура ARMv7), 2 Гб оперативної пам’яті й використовує графічний процесор Adreno 320 для обробки графіки. Пристрій також має внутрішню пам’ять об’ємом 16 Гб, із можливістю розширення карткою microSDXC до 64 Гб. Апарат оснащений 5-дюймовим (127 мм відповідно) дисплеєм із розширенням 1080 x 1920 пікселів із щільністю пікселів 443 ppi, що виконаний за технологією TFT. В телефон вбудовано 13,1-мегапіксельну основну камеру Exmor RS, що може знімати Full HD-відео (1080p) із частотою 30 кадрів на секунду і фронтальною 0,3-мегапіксельною камерою яка спроможна на VGA. Дані передаються через роз'єм micro-USB, присутні й бездротові модулі Wi-Fi (802.11 a/b/g/n), Bluetooth 4.0, NFC, вбудована антена стандарту GPS та інфрачервоний бластер. Весь апарат працює від змінного Li-ion акумулятора ємністю 2500 мА·г.

### Програмне забезпечення
Смартфон працює на базі Android 4.1.2 «Jelly Bean» зі спеціальним інтерфейсом користувача Sony. Про оновлення смартфона, невідомо. Він також має сертифікацію PlayStation Mobile, що дозволяє користувачам грати в ігри PlayStation Suite, і підключений до Sony Entertainment Network, що дозволяє користувачам отримувати доступ до Music & Video Unlimited.